# Oliver Williamson
Oliver Eaton Williamson, född 27 september 1932 i Superior, Wisconsin, död 21 maj 2020 i Berkeley, Kalifornien, var en amerikansk nationalekonom. År 2009 tilldelades han Sveriges Riksbanks pris i ekonomisk vetenskap till Alfred Nobels minne för sin "analys av ekonomisk organisering, särskilt företagets gränser", och delade priset med Elinor Ostrom.
Williamson var verksam som professor vid University of California. Williamson fortsatte i sin forskargärning Ronald Coases analys av transaktionskostnadernas betydelse för bildandet av företag, och introducerat begreppet "asset specificity".